# アパシー 鳴神学園都市伝説探偵局
『Apathy アパシー 〜鳴神学園都市伝説探偵局〜』（アパシー なるがみがくえんとしでんせつたんていきょく）は、原作・著作シャノンのアドベンチャーゲーム（サウンドノベル）。2007年10月25日発売。

## 概要
都市伝説を題材としたテキストアドベンチャー。アパシー・シリーズ中ではコンシューマー対応のゲームとして初の作品となる。今作の人物は『学校であった怖い話』や『晦-つきこもり』のような実写取り込みではなく、『アパシー 鳴神学園七不思議2008』で挿絵を担当した尚親によるCGを採用。また、人物は雰囲気作りのため、全面白黒とされている。
収録シナリオは都市伝説というテーマで集められており、総数21本(メインシナリオとなる話は3本のみで、ストーリーは完結していない)。個々のシナリオは大筋で一本道ではあるものの、内容の幅は恐ろしいものから笑えるトンデモ話まで多彩なものとなっている。
なお、本作は短編の集合という形態を取ったものの、それらをまとめる最終話は一応の区切りとして終了した感が強く、続編を匂わせる形となっている。一応、続編に当たる作品として『AMC vol.02』に収録された『Apathy 鳴神学園都市伝説探偵局』が挙げられる。

## ストーリー
賽臥隆恭は鳴神学園に入学する前から、ある男に付きまとわれていた。男の名は神ヶ崎翔。男から度々オカルト同好会に勧誘される彼であったが、いざ入学してみると現会長である冨樫美波に入部を拒否されてしまう。
もともと興味の無かったことであるが、次第に彼は学園生活の中で都市伝説の影を感じ取っていった。そんなある日、お隣に住む倉持千夏に"トモダチのトモダチ"から、ある女性を助けてほしいと頼まれることになる。
これをきっかけに彼は怪異溢れる都市伝説と、表裏一体の人間関係へと足を踏み入れる事になるのだった。

## システム
プレイヤーは主人公である賽臥隆恭となり、学園生活を過ごしながら、様々な都市伝説の真相を追うことになる。
選択肢の選び方により発生する結末は妖怪が出現したり、時には事実無根の噂話として処理されるなど様々である。物語は選択肢やプレイ回数によって新たな広がりを見せる構造であり、繰り返しプレイを前提とした設計となっている。そのため、一度のプレイで判明する事実はわずかとされる。

## スタッフ
- 原作 / 脚本 - 飯島多紀哉
- シナリオ補佐 - 季田依子、かなやみなこ
- キャラクターデザイン / 原画 - 尚親
- プロデューサー - 貞森康穀
- 音楽 / SE - 宮本秀明
- 監督 - 黒田愛実

## エンディングテーマ
- 曲名 - symmetric blue
- 歌 - 園崎未恵
- 作詞 - 小池由朗
- 作曲 / 編曲 - 岩野道拓